# 7 CCFL
A carreira 7 da Carris é simbolizada com a cor verde e é uma carreira complementar na rede de transportes públicos da cidade de Lisboa, operando praticamente apenas na zona verde da Carris. Tem os seus terminais na Praça do Chile e na estação de metropolitano do Senhor Roubado, que é também um interface com as carreiras da Rodoviária de Lisboa, passando pela Avenida de Roma, Campo Grande e Lumiar.
A 5 de Março de 2011, "no âmbito do processo dinâmico de ajustamentos da oferta à procura (...) num ano de grande contenção financeira", a carreira 7 foi suprimida. Os protestos dos utilizadores do Lumiar fizeram-se desde logo ouvir, como pode ser visto aqui, na página do Facebook da empresa.
As informações contidas nesta página reportam-se apenas ao período imediatamente anterior à supressão desta carreira.

## Características

### Estação
Musgueira

### Material circulante
Mercedes-Benz O530 (4111-4149) Evobus Citaro
Volvo B7R (1701-1733) Marcopolo Viale

### Tipologia
Trata-se de uma carreira complementar, que permite reforçar a oferta actualmente existente através do Metropolitano de Lisboa (ML) oferecendo viagens directas entre alguns pontos servidos por linhas diferentes daquela operadora e servir algumas outras localizações que não são directamente cobertas pela rede do ML como a Praça de Londres ou a Calçada de Carriche.
Tem um percurso bastante linear em virtude de aproveitar algumas das grandes avenidas centrais como as avenidas de Roma e do Brasil e a Alameda das Linhas de Torres. Entre o Lumiar e o Senhor Roubado circula pelo Estrada do Desvio, aproximando a carreira 7 dos conjuntos residenciais daquela zona da cidade.
Funciona diariamente entre as 05:00 e as 21:30, aproximadamente.

## Percurso
Consulte o percurso da carreira 7 no Mapa Interactivo da Carris.

### Sentido Senhor Roubado (Metropolitano)
Começando na Rua Quirino da Fonseca, próxima à Praça do Chile, o autocarro prossegue até à Alameda de Dom Afonso Henriques, subindo-a pelo seu lado Poente até alcançar a Avenida Manuel da Maia. Vira à sua direita para alcançar a Praça de Londres, a partir da qual entra na Avenida de Roma e percorre-a na totalidade, passando pela estação de Roma-Areeiro e pela Praça de Alvalade. No topo Norte desta Avenida, alcança o Hospital Júlio de Matos e vira para a esquerda entrando na Avenida do Brasil e percorrendo os poucos metros que separam aquele hospital do Campo Grande. No Campo Grande serve as zonas central e Norte, localizando-se nesta zona um importante interface da cidade de Lisboa com ligação a metropolitano, carreiras da Carris e carreiras Suburbanas, Interurbanas e Rápidas de outros operadores Portugueses.
A partir do Campo Grande entra na Alameda das Linhas de Torres até ao Lumiar, passando a servir a zona histórica desta freguesia e circulando pela Estrada do Desvio até entrar na Calçada de Carriche. No acesso ao interface do Senhor Roubado, o autocarro entra em Olival de Basto saindo pela Rua de Angola até alcançar o seu terminal onde se processa a ligação com carreiras da Rodoviária de Lisboa e com o metropolitano.
| código | paragem                                                | ligação                | ligação ML | ligação | outras ligações                    |
| ------ | ------------------------------------------------------ | ---------------------- | ---------- | ------- | ---------------------------------- |
| 00507  | PRAÇA DO CHILE (Rua Quirino da Fonseca)                | [ 2 ]                  |            |         |                                    |
| 00407  | Avenida Guerra Junqueiro                               | 720                    |            |         |                                    |
| 11104  | Avenida Manuel da Maia (INE)                           | 22 740 760F 767        |            |         |                                    |
| 06405  | Praça de Londres                                       | 767                    |            |         | TST                                |
| 00307  | Avenida de Roma (Piscina)                              | 206 735 767            |            |         |                                    |
| 00201  | Bairro de São Miguel (Av. Roma) - Estação Roma-Areeiro | 206 735 767            |            |         | , Rodoviária de Lisboa             |
| 00203  | Avenida de Roma (Av. E.U.A.)                           | 206 727 735 767        |            |         |                                    |
| 00101  | Escola Dona Leonor                                     | 206 735 767            |            |         |                                    |
| 00106  | Praça de Alvalade (Escola Eugénio dos Santos)          | 767                    |            |         |                                    |
| 11301  | Hospital Júlio de Matos                                | 204 750 767            |            |         |                                    |
| 05705  | Campo Grande (Av. Brasil)                              | 36 701                 |            |         |                                    |
| 05805  | Campo Grande (Norte)                                   | 36 207 701 767         |            |         |                                    |
| 05825  | Campo Grande (Metropolitano)                           | 36 701                 |            |         | Rodoviária de Lisboa, Interurbanos |
| 05811  | Hospital Pulido Valente                                | 36 108 207 701 747 796 |            |         |                                    |
| 05901  | Avenida Rainha Dona Leonor                             | 36 108 207 701 796     |            |         |                                    |
| 05903  | Quinta das Conchas                                     | 36 108 207 701 796     |            |         |                                    |
| 05907  | Lumiar                                                 | 36 796                 |            |         |                                    |
| 05909  | Rua Alexandre Ferreira                                 | 36 206                 |            |         |                                    |
| 05911  | Ameixoeira (Estrada do Desvio)                         | 36 206                 |            |         |                                    |
| 07203  | Estrada do Desvio (Rua Prof. J. Pinto Correia)         | 36 206                 |            |         |                                    |
| 07205  | Quinta das Lavadeiras                                  | 36 206                 |            |         |                                    |
| 07207  | Calçada de Carriche (Estrada do Desvio)                | 36 206                 |            |         |                                    |
| 07218  | Olival de Basto                                        | 36 206                 |            |         |                                    |
| 07211  | Senhor Roubado                                         | 36 206                 |            |         |                                    |
| 07219  | SENHOR ROUBADO (Metropolitano)                         | [ 12 ]                 |            |         | Rodoviária de Lisboa               |

### Sentido Praça do Chile
Saindo do interface do Senhor Roubado, o autocarro entra na Calçada de Carriche e posteriormente na Estrada do Desvio para servir a zona residencial sobranceira àquela calçada.  Entra na zona histórica do Lumiar até à Alameda das Linhas de Torres que a segue até ao interface do Campo Grande, com ligação a metropolitano, carreiras da Carris e carreiras Suburbanas, Interurbanas e Rápidas de outros operadores Portugueses.
Servindo a zona Norte e central do Campo Grande, vira posteriormente à esquerda para a Avenida do Brasil, passando ao Hospital Júlio de Matos, para depois virar à direita e percorrer toda a Avenida de Roma servindo a Praça de Alvalade e a estação de Roma-Areeiro. Ao chegar a Praça de Londres, prossegue pela Avenida Manuel da Maia passando pelo Instituto Nacional de Estatística e pelo Instituto Superior Técnico. Desce o lado Poente da Alameda de Dom Afonso Henriques até à Avenida Almirante Reis e prossegue os poucos metros até à Praça do Chile. Fazendo duas viragens para o lado direito, atinge o seu terminal instalado na Rua Quirino da Fonseca.
| código | paragem                                                | ligação                | ligação ML | ligação | outras ligações                    |
| ------ | ------------------------------------------------------ | ---------------------- | ---------- | ------- | ---------------------------------- |
| 07219  | SENHOR ROUBADO (Metropolitano)                         | [ 12 ]                 |            |         | Rodoviária de Lisboa               |
| cod    | Senhor Roubado                                         | 36 206                 |            |         |                                    |
| cod    | Calçada de Carriche (Estrada do Desvio)                | 36 206                 |            |         |                                    |
| cod    | Calçada de Carriche (Estrada Militar)                  | 36 206                 |            |         |                                    |
| cod    | Rua do Lumiar                                          | 36 206                 |            |         |                                    |
| cod    | Lumiar                                                 | 36 796                 |            |         |                                    |
| cod    | Quinta das Conchas                                     | 36 108 207 701 796     |            |         |                                    |
| cod    | Avenida Rainha Dona Leonor                             | 36 108 207 701 796     |            |         |                                    |
| cod    | Hospital Pulido Valente                                | 36 108 207 701 747 796 |            |         |                                    |
| cod    | Campo Grande (Metropolitano)                           | 767 777                |            |         | Rodoviária de Lisboa, Interurbanos |
| cod    | Campo Grande (Norte)                                   | 750 767                |            |         |                                    |
| cod    | Campo Grande (Av. Brasil)                              | 735 767                |            |         |                                    |
| cod    | Hospital Júlio de Matos                                | 206 735 755 767        |            |         |                                    |
| cod    | Praça de Alvalade (Escola Eugénio dos Santos)          | 767                    |            |         |                                    |
| cod    | Escola Dona Leonor                                     | 206 735 767            |            |         |                                    |
| cod    | Avenida de Roma (Av. E.U.A.)                           | 206 727 735 767        |            |         |                                    |
| cod    | Bairro de São Miguel (Av. Roma) - Estação Roma-Areeiro | 206 735 767            |            |         | , Rodoviária de Lisboa             |
| cod    | Avenida de Roma (Piscina)                              | 206 735 767            |            |         |                                    |
| cod    | Praça de Londres                                       | 22 767                 |            |         | TST                                |
| cod    | Avenida Manuel da Maia (INE)                           | 22 740 760F 767        |            |         |                                    |
| cod    | Avenida Manuel da Maia                                 | 720                    |            |         |                                    |
| cod    | Alameda Dom Afonso Henriques                           | 718                    |            |         |                                    |
| 00507  | PRAÇA DO CHILE (Rua Quirino da Fonseca)                | [ 2 ]                  |            |         |                                    |

### Prolongamento a Cais do Sodré
As primeiras viagens têm como origem/destino o Cais do Sodré, circulando pela Avenida Almirante Reis, Martim Moniz, Praça da Figueira, Praça do Comércio e Rua do Arsenal. Este esquema mantém-se até ao início do funcionamento do metropolitano.
No Cais do Sodré, o terminal faz-se onde se encontra o terminal da carreira 740, onde em tempos funcionou o terminal regular desta carreira 7 antes do seu encurtamento à Praça do Chile.

### Imagens

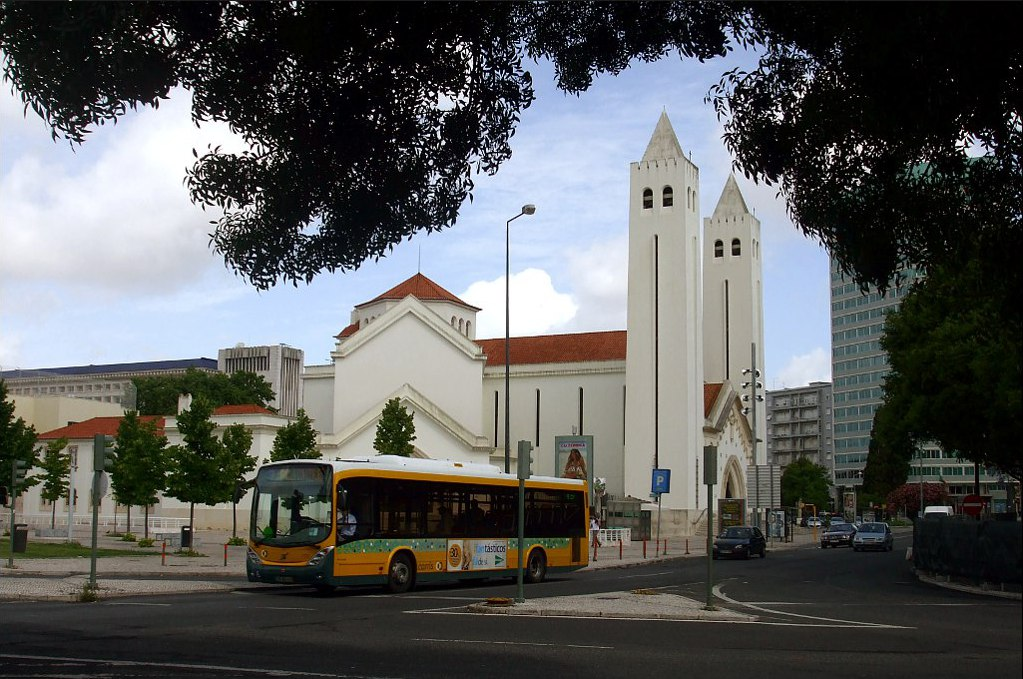
Praça de Londres

## Horário
Ficheiros em formato PDF
Praça do Chile > Senhor Roubado[ligação inativa]
Senhor Roubado > Praça do Chile